# 意大利国家铁路ALn 442-448型柴油动车组
意大利国家铁路ALn 442-448型柴油动车组（義大利語：Automotrici FS ALn 442-448）是百瑞达在1950年代为意大利国家铁路生产的一款柴油动车组型号，主要用于担当国际化的全欧快车服务，以确保米兰同一些欧洲主要城市之间的连接。其自动化的柴油牵引技术允许列车克服不同国家路网的技术差异，并得以直接通过边境，以节省停车换挂的时间。

## 历史

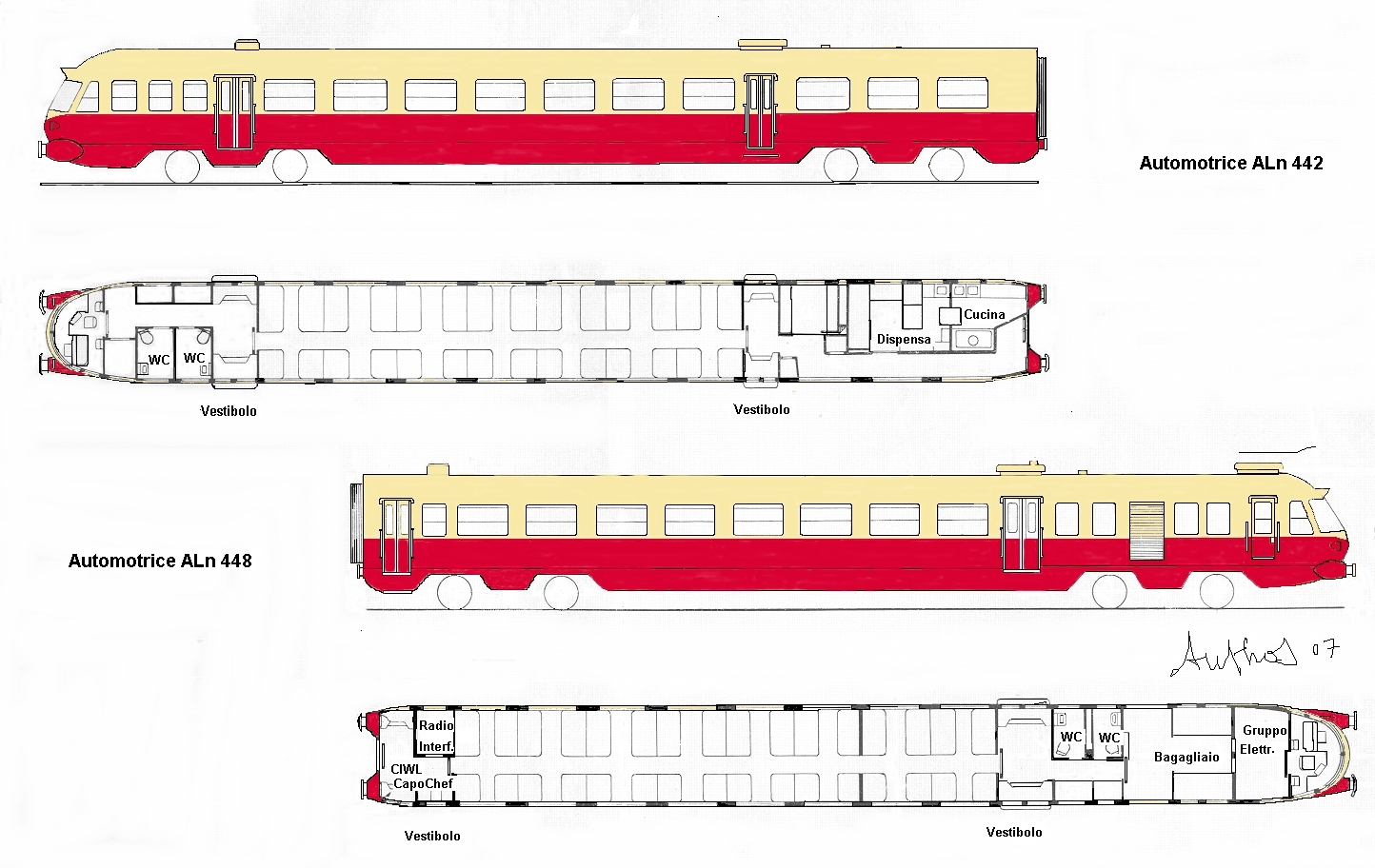
ALn 442-448型动车组座位布局

ALn 442-448型柴油动车组是意大利铁路装备制造商百瑞达自1955年起开发的一款“轻型柴油动车组”，旨在提供一个高层次的客运服务。在最初的计划中，动车组采用3节编组，由两节动力车头及一节中部车厢构成。其中442型动力车头设有一个厨房及海关隔间，可提供42个一等座席位；448型动力车头设有一个行李舱空间，可提供48个一等座席位；另有一个A2型中部车厢可提供60个一等座席位。此外，两节动力车头各配备一台功率为340千瓦的柴油发动机。列车上不设独立的餐车，但餐食可由乘务员直接送到乘客座位。后由于功率不足，中部车厢在列车投入全欧快车服务前被移除，因此剩余的两节动力车头便组成了442-448型动车组。伴随着104吨的整备重量，列车的最高速度可达140公里/小时，但这在部分里程较长的线路中仍然显得较低。其单程续航里程为1,800公里。
第一批次生产的3组列车于1957年7月交付，并被编号为ALn 442-448 201号、202号及203号。编号为204号、205号、206号及207号的4组列车也在同年10月底投入服务。最后的两组列车，208号及209号则是在1958年5月至6月间交付。总体而言，百瑞达共计生产了9列ALn 442-448型柴油动车组（p. 11）。

## 运用
当全欧快车（TEE）类别于1957年设立后，其行车网络被分割为北部及南部两部分。其中南部的中心城市是米兰，主要由意大利国家铁路负责运营，后者遂计划利用ALn 442-448型动车组开行4班由米兰始发的列车服务：
- “仙尼斯峰号”（米兰－里昂），约462公里。
- “利古里亚号” （米兰－马赛，自1969年起－阿维尼翁），约549公里或670公里。
- “莱芒号”（米兰－日内瓦），约370公里。
- “米迪奥拉姆号”（米兰－慕尼黑），约593公里。

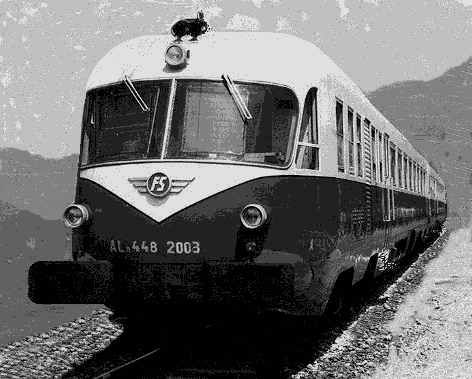
担当全欧快车服务的ALn 442-448型动车组

然而，由于受到百瑞达交付延期的影响，上述4班全欧快车中仅有仙尼斯峰号可以在1957年6月2日按期开行，但需要使用法国国家铁路提供的车辆担当。在前三列ALn 442-448型动车组（编号为201号至203号）于次月率先交付后，利古里亚号得以在同年8月完成首航（p. 116）。204号至207号车组随后在秋季交付，于是米迪奥拉姆号也得以在同年10月开行（pp. 46-47）。而莱芒号则是在208号及209号车组于1958年春季交付后，足足推迟了一年才在1958年6月投入服务（p. 61）。至1960年，ALn 442-448型动车组也完成了对仙尼斯峰号法国车辆的替换，因此全欧快车在南部网络的交路均实现由意大利国家铁路担当（p. 17）。
在4条线路中，于地中海沿岸运行的利古里亚号最为成功，自开行以来吸引了越来越多的乘客，因此从1966年起，当局开始在编组中加挂一节ALe 840型电力动车组，以应对日益增长的乘客数量（p. 34）。经布伦纳山口运行的米迪奥拉姆号则体现了其设计的局限性：由于爬坡功率不足，使它常年难以维持准点运行（p. 103）。因此该线路在1969年便替换为德国联邦铁路的VT11.5型柴油动车组担当（p. 236）。通往瑞士的莱芒号则曾参与了两次严重的事故，其中1969年11月8日在辛普朗隧道内发生的火灾使得202号车组永久报废；而1971年11月30日在洛伊克发生的碰撞事件也使得207号车组的448型车厢损毁（pp. 20-21）。
在1972年的冬季运行图调整中，ALn 442-448型动车组被完全撤出全欧快车服务。这主要是在运营超过15年后，ALn 442-448型已经无法再满足全欧快车新的舒适度标准，同时其不设空调、发动机噪音过大以及座位容量不足等缺陷一直饱受诟病（p. 89）。而电气化铁路的普及也加速了柴油动车组的衰落（p. 11）。
在此以后，ALn 442-448型动车组的运用范围显著减少，甚至在意大利一些主要城市之间的线路也受到了新设立的城际列车服务的竞争。从1972年至1974年，ALn 442-448型主要担当亚平宁半岛南部的线路（巴里－雷焦卡拉布里亚）。自1974年底开始，它们又被转配特雷维索，并担当米兰－卡拉尔佐迪卡多雷和威尼斯－卡拉尔佐迪卡多雷之间的服务（p. 52）。为了适应新的服务类别，9组列车中有8组在1974年至1978年间进行了改造，通过拆除厨房以使原本42个座席的车厢容量提升至60个座席，改造后的车组被重定型为2001号及2003号至2009号。随后，由于这些车辆昂贵和复杂的维护成本，使其在与现代化铁路车辆的竞争中不再具备优势，意大利国家铁路当局遂决定进行改革。至1982年10月24日，ALn 442-448型动车组在经过25年的服务后最终全数退役（p. 51）。

## 技术

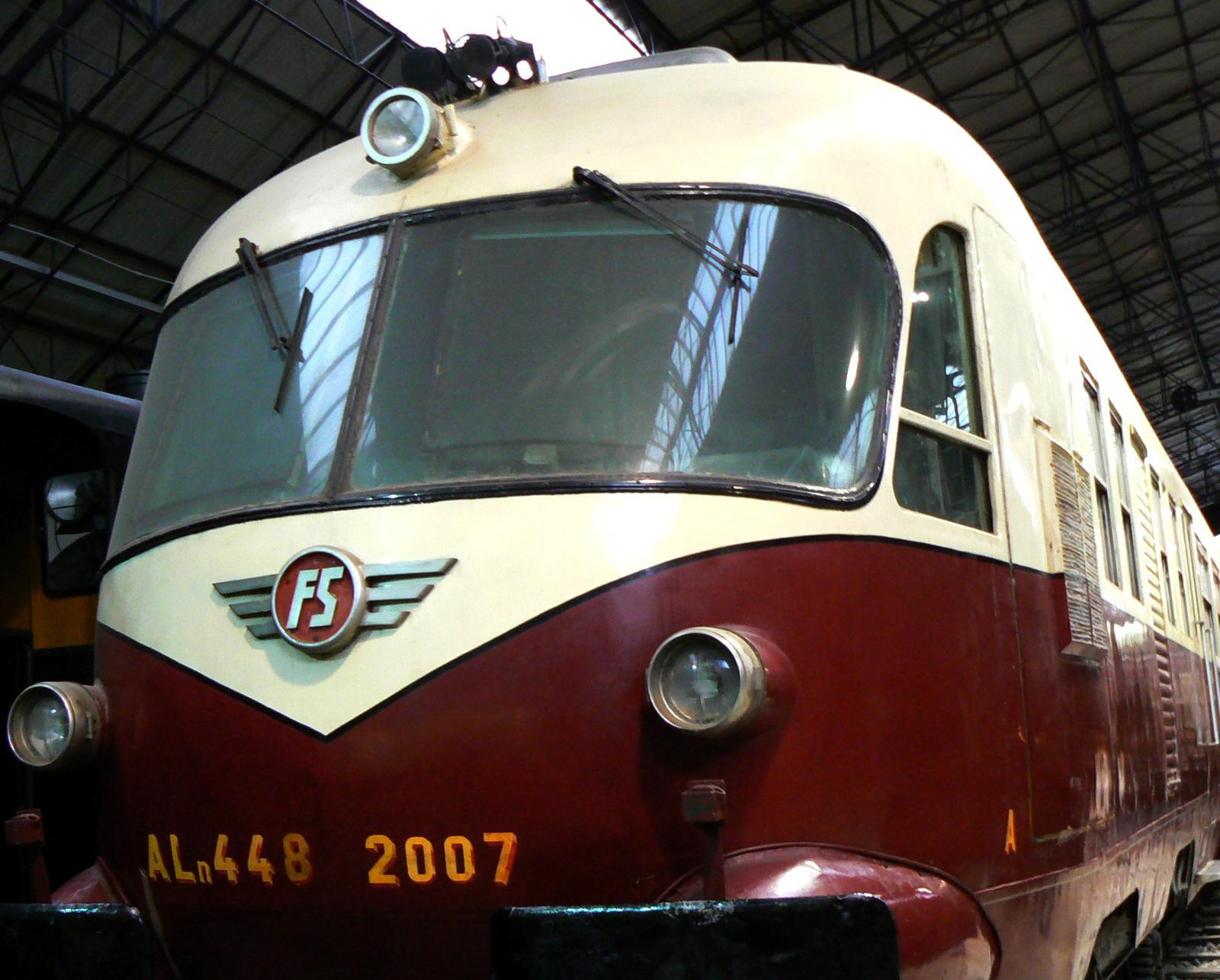
陈列于米兰科技博物馆内的2007号车组

ALn 442-448型动车组由两节车厢组成，每节车厢均有独立的底盘和水平安置的大功率柴油发动机。两个两轴转向架之间的动力传输通过一个液力万向传动轴实现。在其中一台发动机故障时，列车仍然可以降低速度依靠另一台发动机继续行驶（p. 51）。
有7组列车的发动机均由伊索塔弗拉西尼生产，这是一台拥有490匹马力的横置12汽缸间接喷射式柴油增压发动机，型号为D19/SA 12 P. Il型，转数可达1500转/分钟，压缩比为15:3。在1958年交付的最后两组列车则使用与此前类似的伊索塔弗拉西尼D19/58型发动机，但它已纳入了一些变化，以优化其性能。此外，列车还配备有一个4汽缸65匹马力的辅助发动机（制造商相同），它主要用于供应电动机的不间断电源，例如车内照明等（p. 11）。

## 现况
共有8列ALn 442-448型动车组在1982年退役，其中6组在1983年至1999年期间报废拆解。与此不同命运的是2007号车组，它被米兰科技博物馆所收购，并与其它的全欧快车列车标本共同陈列在一起。2008号车组则为私人业主所持有，并定期担当专列任务。

### 文獻
1. Mertens, Maurice; Malaspina, Jean-Pierre. . Düsseldorf: alba. 2009. ISBN 978-3-87094-199-4 （德语）.
2. Goette, Peter. . Freiburg: EK Verlag. 2008. ISBN 978-3-88255-698-8. TEEDE （德语）.
3. Hajt, Jörg. . Bonn/Königswinter: Heel. 2001. ISBN 3-89365-948-X. Hajt （德语）.
4. Berndt, Torsten. . Irsee: Märklin. 2002 （德语）.
5. Mertens, Maurice; Malaspina, Jean-Pierre. . Vannes: LR Presse. 2007. ISBN 978-29-036514-5-9. TEEFR （法语）.
6. Dell'Amico, Franco. . Savona: ACME. 2005 （意大利语）.
7. Labarbera, Tino. . Savona: iTreni XXVIII. 2007 （意大利语）.